# Días felices (historieta)
Días felices fue una serie de historietas infantiles creada en 1990 por Miguel Ángel Martín para "Gente Pequeña", suplemento dominical del periódico "Diario 16". Diez años después fue recopilado en formato álbum por La Factoría de Ideas. 

## Valoración
Para el crítico Antonio Trashorras, Días felices mantiene el mismo tono agresivo y malsano característico del autor, pero bajo la apariencia de anécdotas inocentes, al igual que en la posterior "Brian the Brain", de la que puede considerarse un prólogo.